# Saint-Hilaire-sur-Puiseaux
Saint-Hilaire-sur-Puiseaux is een gemeente in het Franse departement Loiret (regio Centre-Val de Loire) en telt 171 inwoners (2005). De plaats maakt deel uit van het arrondissement Montargis.

## Geografie
De oppervlakte van Saint-Hilaire-sur-Puiseaux bedraagt 11,7 km², de bevolkingsdichtheid is 14,6 inwoners per km².
De onderstaande kaart toont de ligging van Saint-Hilaire-sur-Puiseaux met de belangrijkste infrastructuur en aangrenzende gemeenten.

## Demografie
Onderstaande figuur toont het verloop van het inwonertal (bron: INSEE-tellingen).